# Anticapitalistes
|  | No s'ha de confondre amb Anticapitalisme. |

Anticapitalistes és una organització política catalana anticapitalista, revolucionària, ecologista, feminista i internacionalista. Es fundà amb el nom Revolta Global l'any 2004 i va adoptar el nom Revolta Global-Esquerra Anticapitalista el 2008 i Anticapitalistes, el 2018.
Està confederada amb Anticapitalistas a l'Estat espanyol, forma part de l'esquerra anticapitalista europea i col·labora amb formacions com ara el NPA francès.
Participa activament en els moviments socials catalans.
A les eleccions europes del juny del 2009 va impulsar una candidatura anticapitalista encapçalada per Esther Vivas juntament amb Izquierda Anticapitalista.

## Ideologia i programa
Revolta Global-Esquerra Anticapitalista és una organització anticapitalista, revolucionària, ecologista, feminista i internacionalista. Defensa una “societat socialista autogestionària lliure d'explotació, alienació i opressió, on tothom pugui participar d'una forma democràtica i pluralista en l'elecció d'un nou futur col·lectiu”.
Busca integrar i recollir “les aportacions del marxisme revolucionari, de l'ecologisme i del feminisme al mateix temps que ens esforcem per extreure lliçons per al futur dels processos revolucionaris del passat –dels seus encerts i dels seus errors– i de la història dels moviments socials i les seves organitzacions, per a intentar fugir dels errors i els dogmatismes”.
Revolta Global-Esquerra Anticapitalista defensa una perspectiva estratègica internacionalista i la necessitat de coordinar les lluites a escala internacional i d'articular aliances entre les forces anticapitalistes de tot el planeta.
Considera que el capitalisme global ha portat a la humanitat a una crisi ecològica global sense precedents. “El canvi climàtic és el fenomen que sintetitza tots els grans problemes ambientals del nostre temps, que ens obliga a buscar una alternativa coherent de conjunt al capitalisme”. Per Revolta Global-Esquerra Anticapitalista, l'ecologisme i l'anticapitalisme han d'anar units estratègicament. Segons Esther Vivas: “anticapitalisme i justícia climàtica són dos combats que han d'anar estretament units. Qualsevol perspectiva de ruptura amb l'actual model econòmic que no tingui en compte la centralitat de la crisi ecològica està abocada al fracàs i qualsevol perspectiva ecologista sense una orientació anticapitalista, de ruptura amb el sistema actual, es quedarà en la superfície del problema i al final pot acabar sent un instrument al servei de les polítiques de màrqueting verd”
Reivindica la centralitat de la lluita feminista per a qualsevol projecte polític d'esquerres. Considera que: “malgrat els avenços viscuts gràcies a totes les dones que han aixecat les seves veus als llocs de treball, a les llars, a les escoles i, particularment, al carrer, avui ens seguim trobant, com a dones, en un món on se'ns continua explotant, discriminant, oprimint i silenciant”
El seu ideari defensa el dret a l'autodeterminació dels pobles i la necessitat de trencar amb la Constitució espanyola del 1978. Defensa una “República catalana en el marc d'una entesa entre les nacions ibèriques i en el camí d'una Unió Europea socialista i dels pobles”
Per Revolta Global-Esquerra Anticapitalista és necessari “construir una alternativa anticapitalista 
en el terreny polític, que no deixi la representació política en mans dels partits que avui la monopolitzen. L'esquerra catalana té el repte d'avançar cap a la configuració d'una alternativa pel conjunt de Catalunya, que ofereixi un projecte d'esquerres lligat als moviments i a les lluites socials”.

## Activitats i intervenció als moviments socials

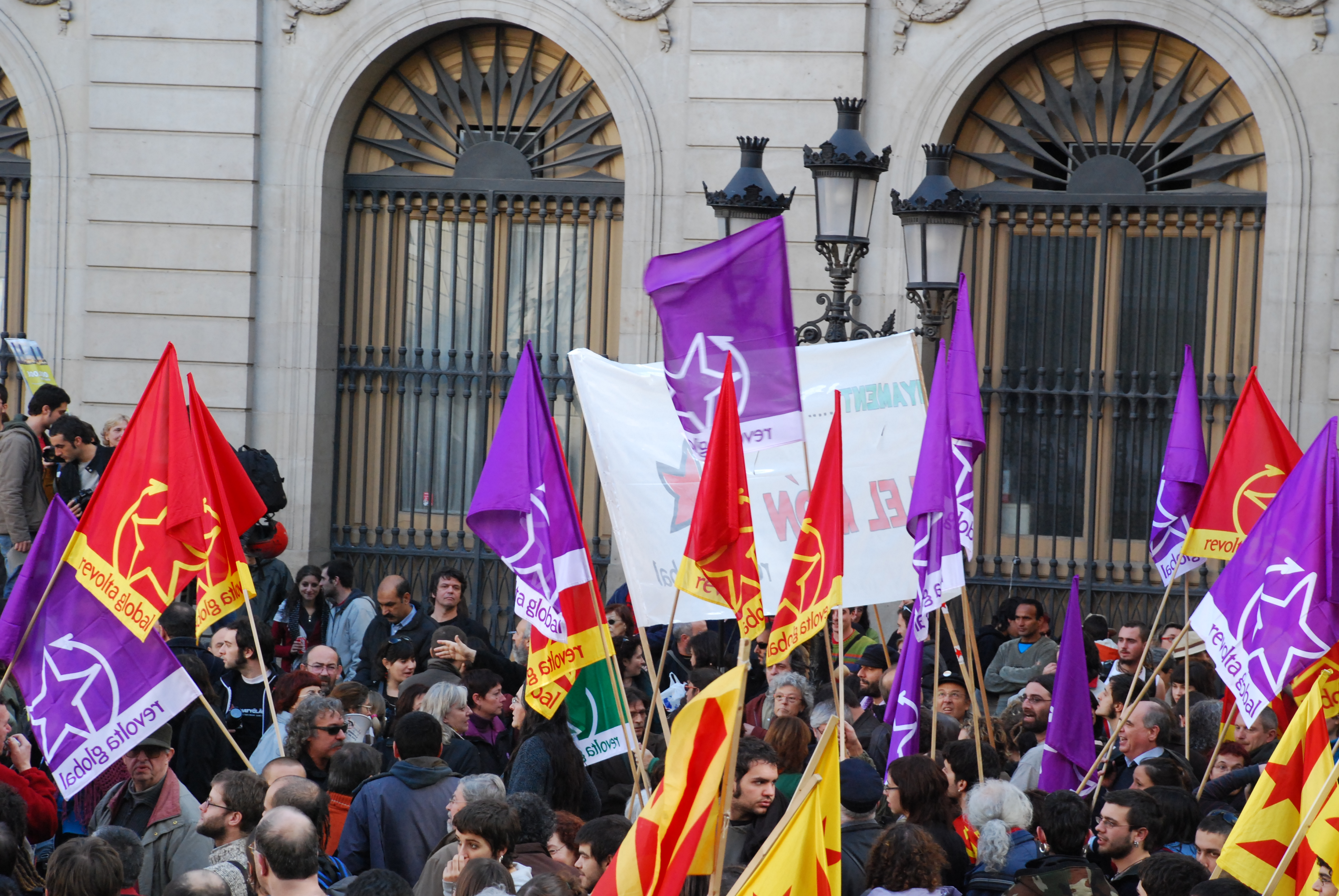
Revolta Global-Esquerra Anticapitalista en una manifestació a Barcelona.

Revolta Global-Esquerra Anticapitalista participa regularment en campanyes i moviments socials. Ha estat activa en les campanyes del moviment antiglobalització, el moviment ecologista en defensa del territori i contra el canvi climàtic, el moviment feminista, la solidaritat amb Amèrica Llatina, el moviment estudiantil, el moviment per un consum responsabe, comerç just, agroecologia i sobirania alimentària, les campanyes en defensa del dret a l'autodeterminació i el dret a decidir, el moviment gai-lèsbic i transsexual, el moviment en defensa de les persones immigrades, el movimenr veïnal i pel dret a l'habitatge, les lluites sindicals contra els tancament i la precarietat, el moviment en defensa del software lliure i contra la privatització del coneixement.
Revolta Global-Esquerra Anticapitalista defensa la necessitat de buscar confluències i aliances entre els diferents moviments socials. Considera que: “és necessari organitzar una resposta social amb criteris unitaris, buscant la convergència entre les diferents lluites, per evitar que aquestes quedin aïllades, i sumant sinergies.”. I que “cal treballar de manera unitària, afavorir la confluència entre les xarxes i moviments existents i organitzar-se democràticament per tal de combatre eficaçment contra el bloc de poder dominant i contra qualsevol forma d'opressió”.
Per Revolta Global-Esquerra Anticapitalista cal combatre la fragmentació social que el capitalisme neoliberal ha generat buscant l'articulació de les diferents lluites socials i la unitat dels sectors socials explotats i oprimits. Considera que el capitalisme contemporani ha generat una gran “fragmentació i precarietat que pateixen els treballadors i treballadores, cosa que ajuda a perpetuar la dominació i la discriminació”.
Revolta Global-Esquerra Anticapitalista ha realitzat diversos actes amb reconegudes figures de l'esquerra política, social i intel·lectual internacional.
L'octubre del 2007 organitzà a Barcelona un acte en commemoració del quaranta aniversari de la mort del Che Guevara, amb la presència de l'intel·lectual Michael Löwy, el periodista i exguerriller argentí Daniel Pereyra i Esther Vivas.”. Löwy participà de nou en un acte de Revolta Global-Esquerra Anticapitalista a Barcelona el novembre de 2009 sota el títol “anticapitalisme i (eco)socialisme del segle XXI”
El maig del 2008, amb motiu del quaranta aniversari del Maig del 68 organitzà l'acte “Maig del 1968-Maig del 2008”, amb la participació de Daniel Bensaïd, Miguel Romero, Jordi Dauder i Esther Vivas.
El març del 2010 Revolta Global-Esquerra Anticapitalista co-organitzà amb la Intersindical Alternativa de Catalunya, Ecologistes en Acció i Icaria editorial l'acte “La grip A i el poder de la indústria farmacèutica” amb la presència de Teresa Forcades, Esther Vivas, Núria Vidal i Anna Monjo
L'any 2008 va organitzar a Besalú (la Garrotxa) la vint-i-cinquena edició dels Campaments Internacionals de Joves Revolucionaris/es, que va aplegar a uns 500 joves de tot Europa, i que va comptar amb la participació d'activistes de diversos moviments socials.

## Funcionament intern
Els membres de Revolta Global-Esquerra Anticapitalista s'organitzen en grups de base territorials o sectorials i també en àrees i comissions de treball que discuteixen la intervenció política en els seus àmbits respectius. Cada dos anys es realitza el seu congrés on s'aprova l'orientació general de l'organització.
Revolta Global-Esquerra Anticapitalista està implantada a les comarques del Barcelonès, Baix Llobregat, Bages, Lleida, Maresme, Osona, Tarragona, Vallès Occidental i Vallès Oriental.

## Política electoral

### Eleccions al Parlament Europeu de juny de 2009

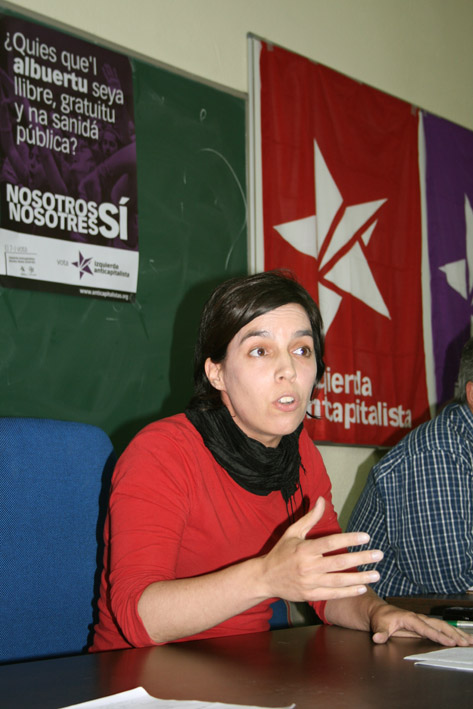
Esther Vivas en un acte.

El novembre del 2008 Izquierda Anticapitalista i Revolta Global-Esquerra Anticapitalista van anunciar la seva intenció de presentar una candidatura anticapitalista a les eleccions al Parlament Europeu del 7 de juny de 2009, iniciant la campanya de recollida de les 15.000 firmes en tot el territori estatal que es necessitaven per a fer-ho.
La candidatura va ser encapçalada per Esther Vivas i va comptar amb la presència a la llista de coneguts activistes, intel·lectuals i sindicalistes, entre ells els catalans Pep Riera, antic coordinador general d'Unió de Pagesos de Catalunya i artistes com l'actor Jordi Dauder.
En una entrevista al diari Público, Vivas justificà la candidatura senyalant que: “La proposta d'Izquierda Anticapitalista és justament la que no es recull en altres formacions polítiques. Fa falta un canvi radical de model”. Sobre els objectius de la campanya declarà que: “és necessari començar a construir un referent polític i considerem que la nostra iniciativa de plantejar una candidatura anticapitalista a les eleccions europees és un primer pas en aquesta direcció”.
Durant la precampanya electoral Revolta Global-Esquerra Anticapitalista organitzà a Barcelona un acte públic amb la presència d'Olivier Besancenot, que també participà en un acte de precampanya a Madrid.
El 2 de juny va publicar-se un manifest internacional de suport a la candidatura, firmat entre d'altres pel cineasta Ken Loach, el portamveu del Nou Partit Anticapitalista francès Olivier Besancenot, els intel·lectuals Noam Chomsky, Mike Davis, Slavoj Žižek, Gilbert Achcar, Robert Brenner, Daniel Bensaïd, Michael Löwy, Enzo Traverso, Michel Husson, Catherine Samary, Philippe Corcuff, Éric Toussaint, Michel Warschawski, Lea Tsemel i Daniel Tanuro, diversos dirigents polítics de l'esquerra anticapitalista europea, i figures de l'esquerra llatinoamericana com Roland Denis i Stalin Pérez Borges.
La candidatura obtingué 19.880 vots (0,13%) a tot l'Estat i va ser la dotzena candidatura més votada. El seu millor resultat l'obtingué a la provincia de Barcelona, a on aconseguí el 0,26% dels vots. Sobre el balanç de la candidatura, la seva cap de llista Esther Vivas va assenyalar que: “La candidatura del 7J ha estat “només un començament”, un primer pas per a seguir avançant en la construcció d'un nou projecte polític”.

### Eleccions al Parlament de Catalunya de 2010
El febrer de 2010 Revolta Global-Esquerra Anticapitalista va anunciar una proposta de candidatura anticapitalista a les eleccions al Parlament de Catalunya i l'obertura de converses amb altres organitzacions, col·lectius, activistes socials, militants crítics d'Iniciativa per Catalunya-Verds i Esquerra Unida i Alternativa, i sectors de l'esquerra independentista per a impulsar la proposta.
El 20 de març de 2010 Revolta Global-Esquerra Anticapitalista es presentà el manifest “Movem fitxa! Volem una candidatura anticapitalista a les properes eleccions al Parlament de Catalunya”, firmat per més de tres-cents activistes, sindicalistes i intel·lectuals de Catalunya. Entre els firmants hi havia els coneguts activistes camperols Pep Riera i el curandero Josep Pàmies, sindicalistes d'empreses en conflicte, activistes de diversos moviments socials, coneguts intel·lectuals de l'esquerra, l'actor Jordi Dauder, el dibuixant Carlos Azagra i diversos integrants del grup de música Muyayo Rif.
En la presentació del manifest Esther Vivas explicà que el seu objectiu era “plantejar la necessitat de construir una alternativa anticapitalista a Catalunya, enfront d'una esquerra governant totalment inservible per transformar la societat” [cita a la notícia del debat:
La candidatura, amb el nom de «Des de baix» finalment va estar integrada per les organitzacions En lluita, Corrent Roig, Lluita Internacionalista, a més de Revolta Global mateixa, i activistes dels moviments socials com en Pep Riera, de la patronal Unió de Pagesos de Catalunya, i en Josep Pàmies. Aconseguí 7.169 vots, un 0,23% dels vots totals.

### Eleccions al Parlament de Catalunya de 2012
A les Eleccions al Parlament de Catalunya de 2012 no es va presentar i va demanar el vot per la Candidatura d'Unitat Popular.